# (309239) 2007 RW10
（309239）2007 RW10は、海王星で唯一の準衛星である。

## 概要
2007 RW 10は、元々は海王星海王星のL5トロヤ群小惑星であったが、1万2500年前から海王星の準衛星になったと推定されている。推定される直径は247kmで準衛星で最大の大きさを誇る天体である。